# کپلر اوریانا
کپلر اوریانا (انگلیسی: Kepler Orellana؛ زاده ۸ اکتبر ۱۹۷۷) یک تنیس‌باز اهل ونزوئلا است.